# The Last Dawn/Rays of Darkness: Tour 2014 - 2015
The Last Dawn/Rays of Darkness: Tour 2014 - 2015 è un album dal vivo del gruppo musicale giapponese Mono, pubblicato nel 2015.

## L'album
L'album prende il nome dai due full-length pubblicati l'anno precedente, The Last Dawn e Rays of Darkness. È stato registrato dal vivo a Parigi e distribuito in edizione limitata a 900 copie.

## Tracce
Disco 1
1. Recoil, Ignite – 13:32
2. Unseen Harbor – 14:09
3. Kanata – 6:26
4. Pure As Snow (Trails of the Winter Storm) – 11:25

Disco 2
1. Halcyon (Beautiful Days) – 8:57
2. Where We Begin – 7:33
3. Ashes in the Snow – 12:21
4. Everlasting Light – 12:01

## Formazione
- Takaakira "Taka" Goto – chitarra
- Hideki "Yoda" Suematsu – chitarra ritmica
- Tamaki Kunishi – basso, chitarra
- Yasunori Takada – batteria, synth